# 미란도폴리스

미란도폴리스의 위치

미란도폴리스(포르투갈어: Mirandópolis)는 브라질 상파울루주의 도시로 면적은 918.269 km2, 높이는 429m, 인구는 27,047명(2006년 기준), 인구 밀도는 29.5명/km2이다.